# Virtua Cop Special Pack
Virtua Cop Special Pack (バーチャコップスペシャルパック), ou Virtua Cop Special Pack (Virtua Cop 1 & 2 + The House of the Dead Taikenban) dans sa forme longue, est une compilation de jeux vidéo d'action de type tir au pistolet sortie le 19 février 1998 exclusivement sur Saturn, uniquement au Japon,. Elle a été développée par Sega-AM2 et Sega-AM1 et éditée par Sega. Elle fait partie des séries Virtua Cop et The House of the Dead.

## Contenu
La compilation est proposée dans un coffret comprenant un Virtua Gun noir,, le pistolet de Sega pour la Saturn.
Les trois jeux suivants sont inclus :
- Virtua Cop ;
- Virtua Cop 2 ;
- The House of the Dead Taikenban (édition spéciale de The House of the Dead, proposée ici en version d'essai chronométrée de deux minutes[3], un mois avant sa sortie officielle sur Saturn).

## Système de jeu
Les trois jeux fonctionnent de la même manière : le joueur doit tirer sur ses adversaires, soit pour les désarmer ou les mettre hors d'état de nuire (dans les deux Virtua Cop), soit pour les tuer (dans The House of the Dead) ; en outre, il doit éviter de tirer sur les civils, représentés par des citadins dans Virtua Cop ou des scientifiques dans The House of the Dead, sous peine de perdre une vie. Pour recharger son arme, le joueur doit pointer son Virtua Gun hors de l'écran et tirer. Un second joueur peut l'accompagner, ce qui a pour effet de voir le nombre d'adversaires augmenter.